# 鎌取站

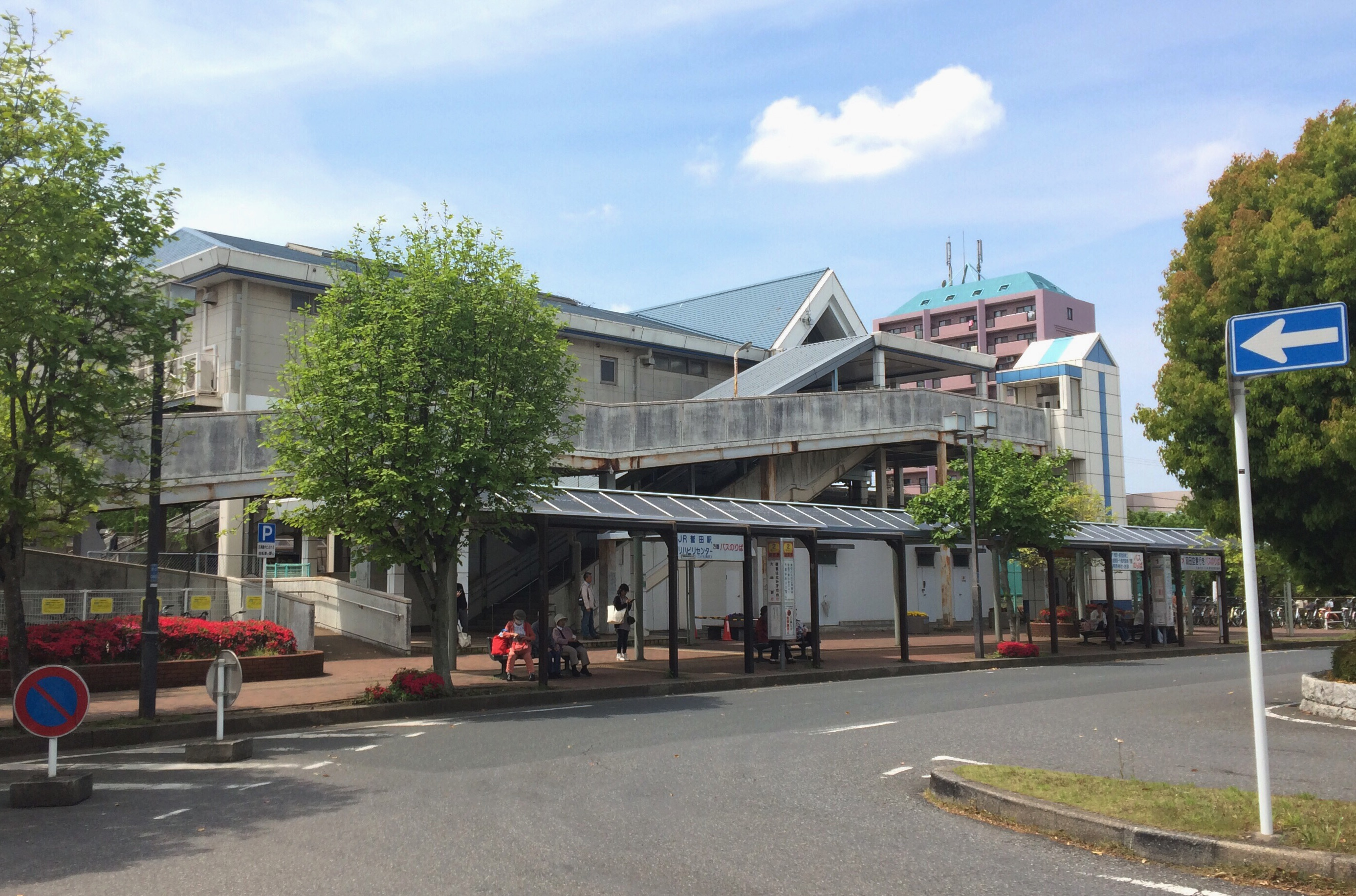
北出口（2015年4月）

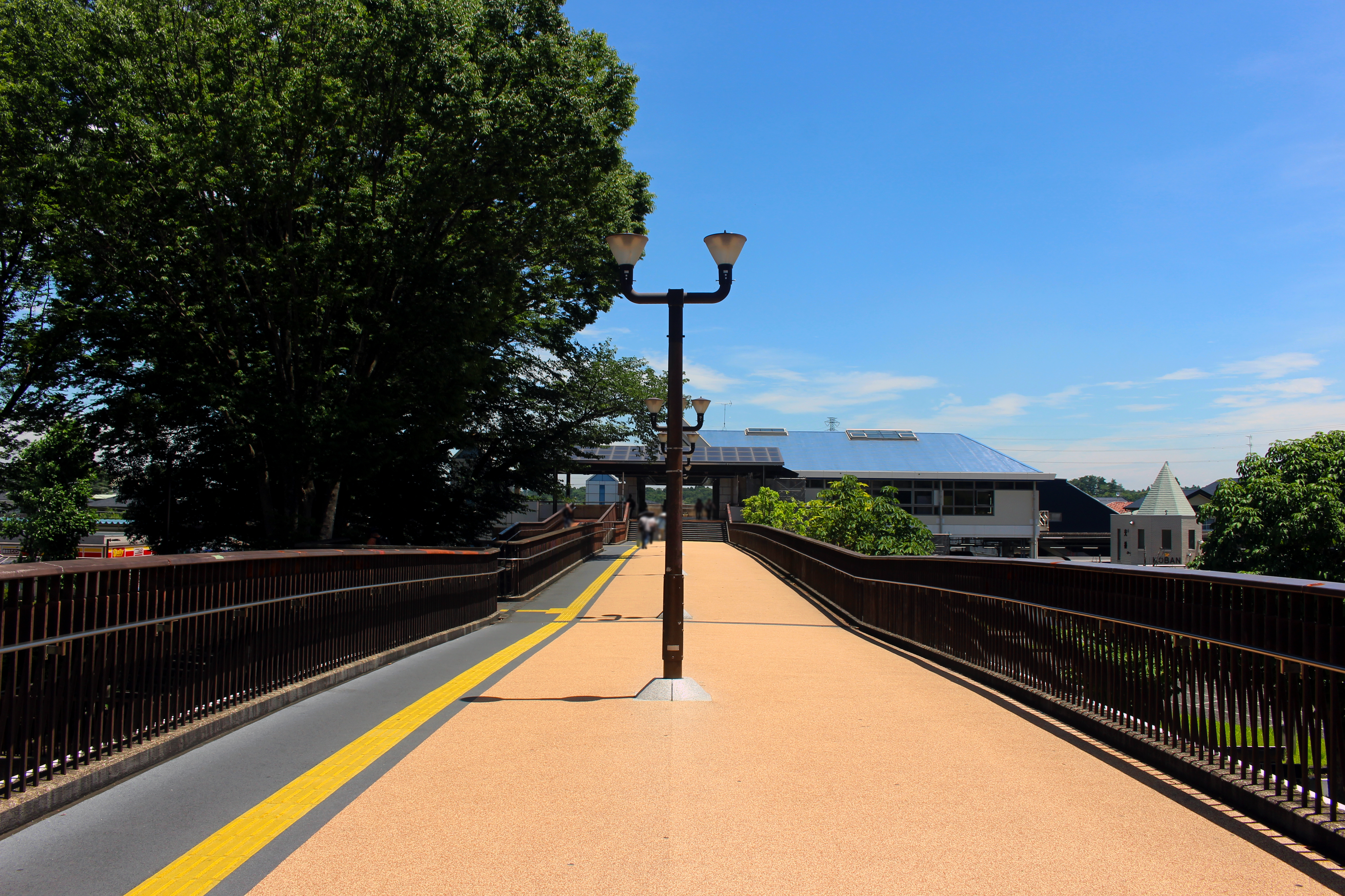
連接YUMIRU鎌取購物中心的南出口行人天橋（2024年6月）

鎌取站（日语：／ Kamatori eki */?）是位於千葉縣千葉市綠區鎌取町787番3號，屬於東日本旅客鐵道（JR東日本）外房線的車站。

## 概要

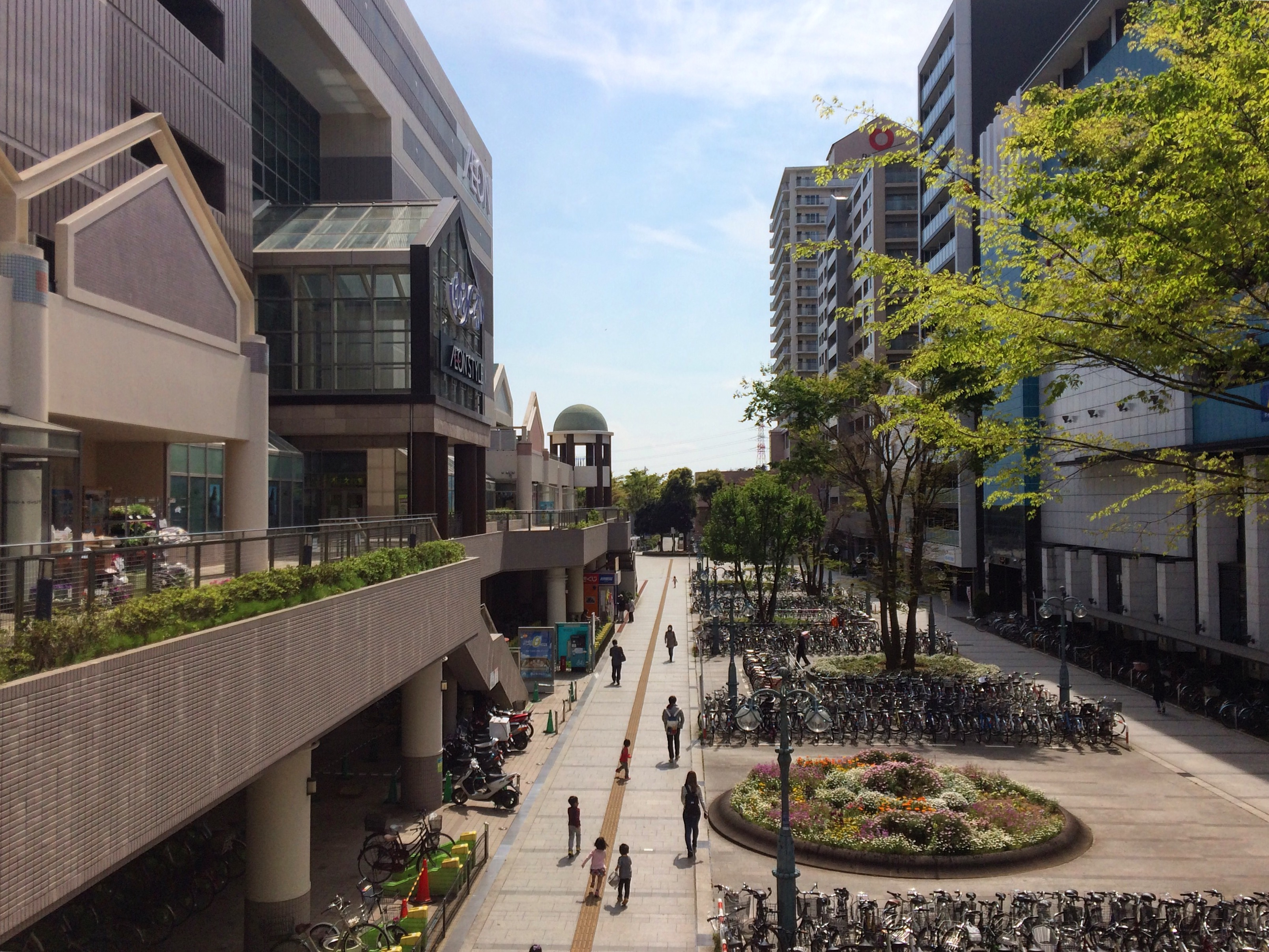
生實野中心商場（南出口的行人天橋連接該處）

此站位於新城生實野地區北邊。在南出口綠區公所方向設有大規模行人天橋。距離此站約1.8公里處設有京成電鐵千原線學園前站和生實野站。該處一帶為大型新城，有許多通勤客和上學客會在從該處前往千葉、東京方向。隨著此站的使用人次增加，於通勤時段設有從鄰站譽田站出發的班次（由於沒有折返路軌，因此不在此站折返）。
袖浦坎特里俱樂部袖浦路線位於車站北邊，在毎年10月舉行普利司通高爾夫公開賽時候，部分特急「若潮」會臨時停靠此站。

## 歷史
- 1952年（昭和27年）6月15日：日本國有鐵道車站啟用[1]。為旅客車站。
- 1986年（昭和61年）3月28日：跨站式站房建成。
- 1987年（昭和62年）4月1日：伴隨國鐵分割民營化，車站由東日本旅客鐵道（JR東日本）營運[1]。後來引入發車音樂。
- 1998年（平成10年）12月8日：實施時間表修正，成為快速停車站。
- 2001年（平成13年）11月18日：此站開始使用IC卡「Suica」[3]。
- 2019年（平成31年）4月1日：成為業務委託車站[2]。

## 車站構造
此站是地面車站，設有1面2線的島式月台。站内設有跨站式站房。曾經此站設有2面2線的相對式月台。
此站成為由蘇我站管理的業務委託車站，委托了JR東日本車站服務負責車站業務。此站設有綠色窗口（營業時間 7:00 - 19:00）和自動閘機。在2009年（平成21年）11月下旬，隨著車站大樓進行翻新工程，本來於閘口外的NewDaysKIOSK遷移至閘口內。
北出口至車站大堂之間、南出口至車站大堂之間、車站大堂至月台之間三處設有升降機。在月台靠近大網一方設有樓梯和上行扶手電梯。南出口於2008年加設上蓋。

### 月台
| 月台 | 路線    | 上下行 | 方向                 |
| ---- | ------- | ------ | -------------------- |
| 1    | ■外房線 | 下行   | 大網、東金、勝浦方向 |
| 2    | ■外房線 | 上行   | 千葉、東京方向       |

參考

### 發車音樂
發車音樂是由東洋Media Links製作。
- 1號月台 「Verde Rayo（綠之光線）」
- 2號月台 「Gota del Vient（一滴之風）」

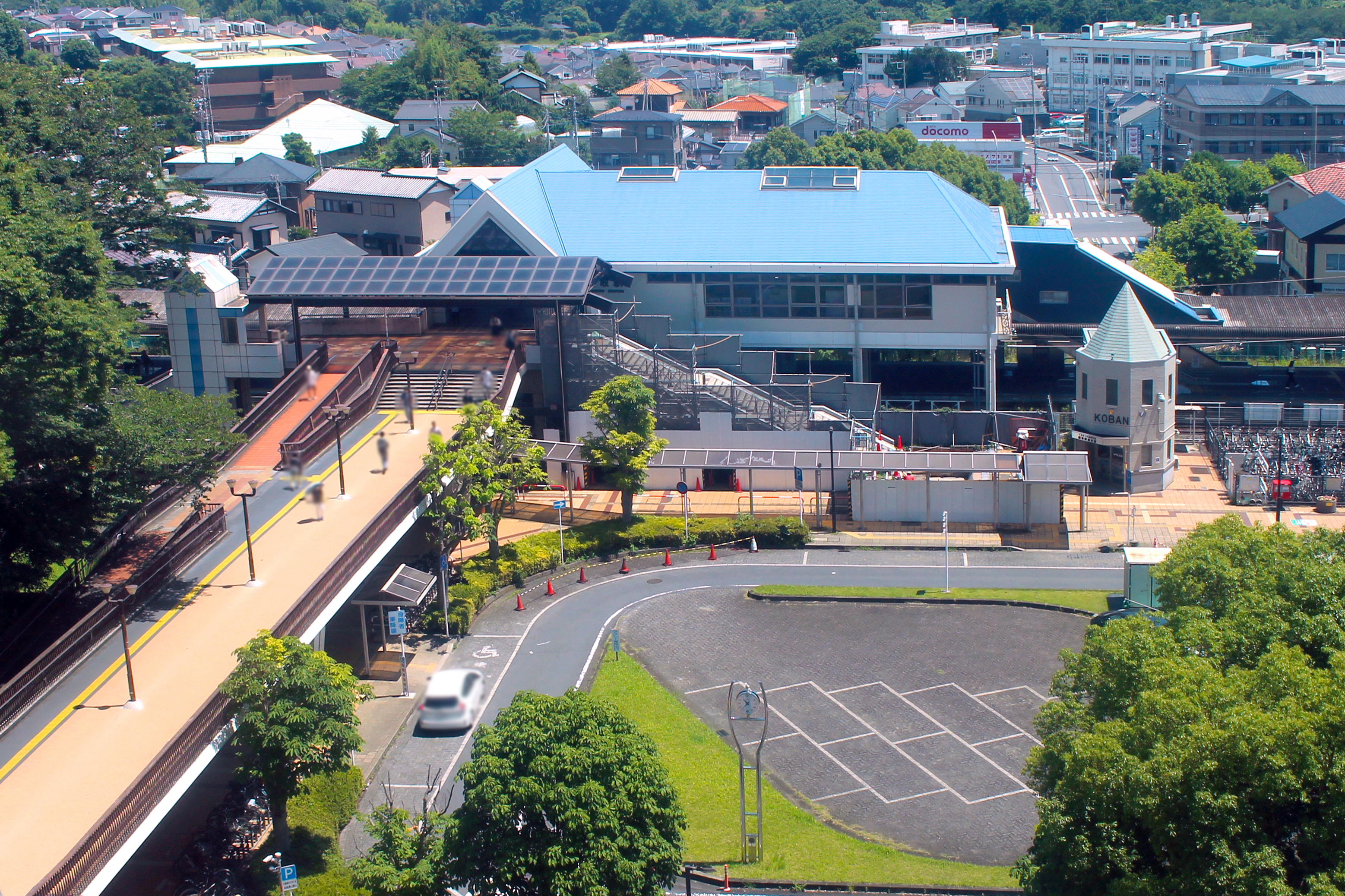
俯視行人天橋（2024年6月）
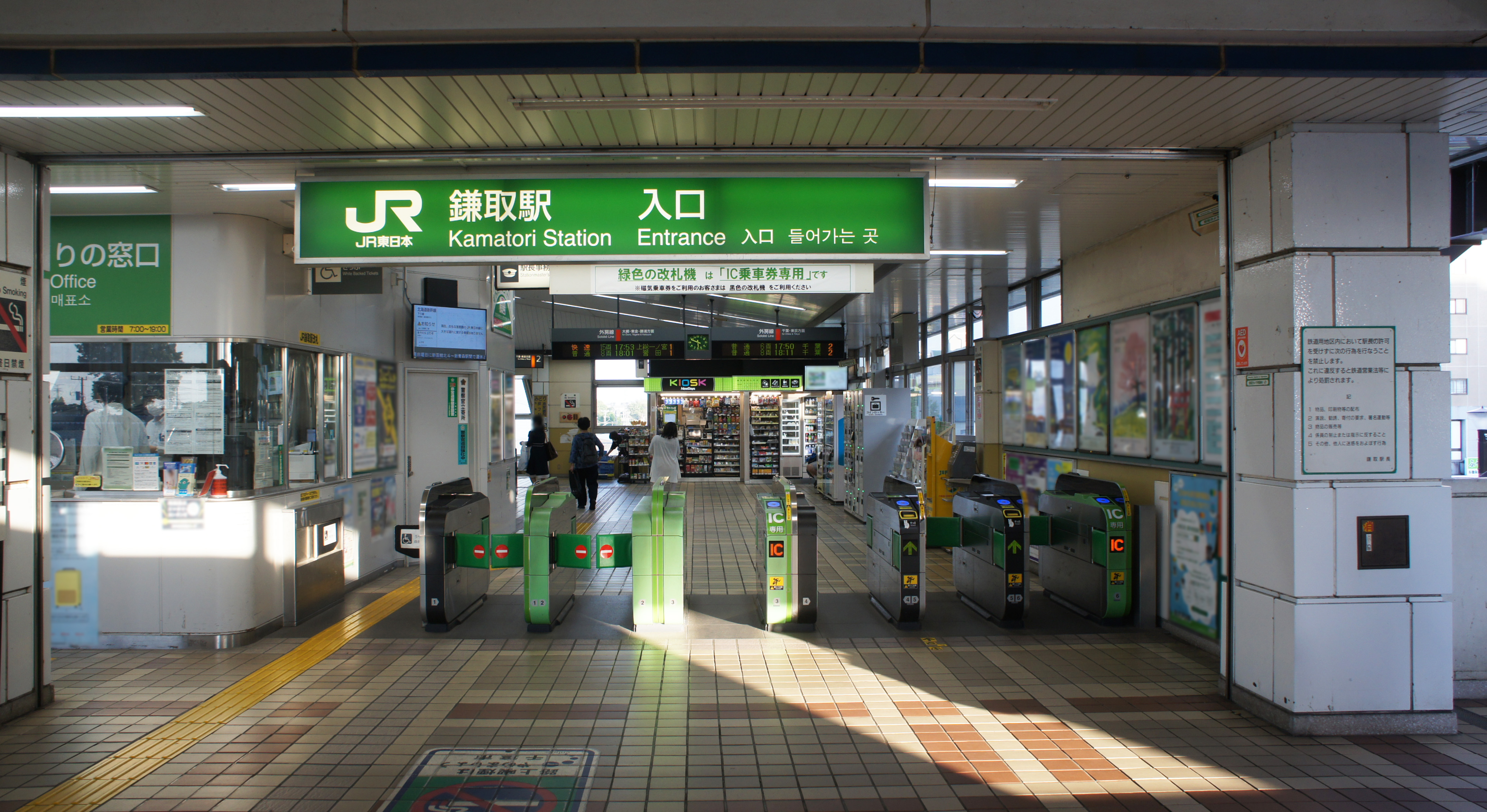
驗票口（2021年5月）
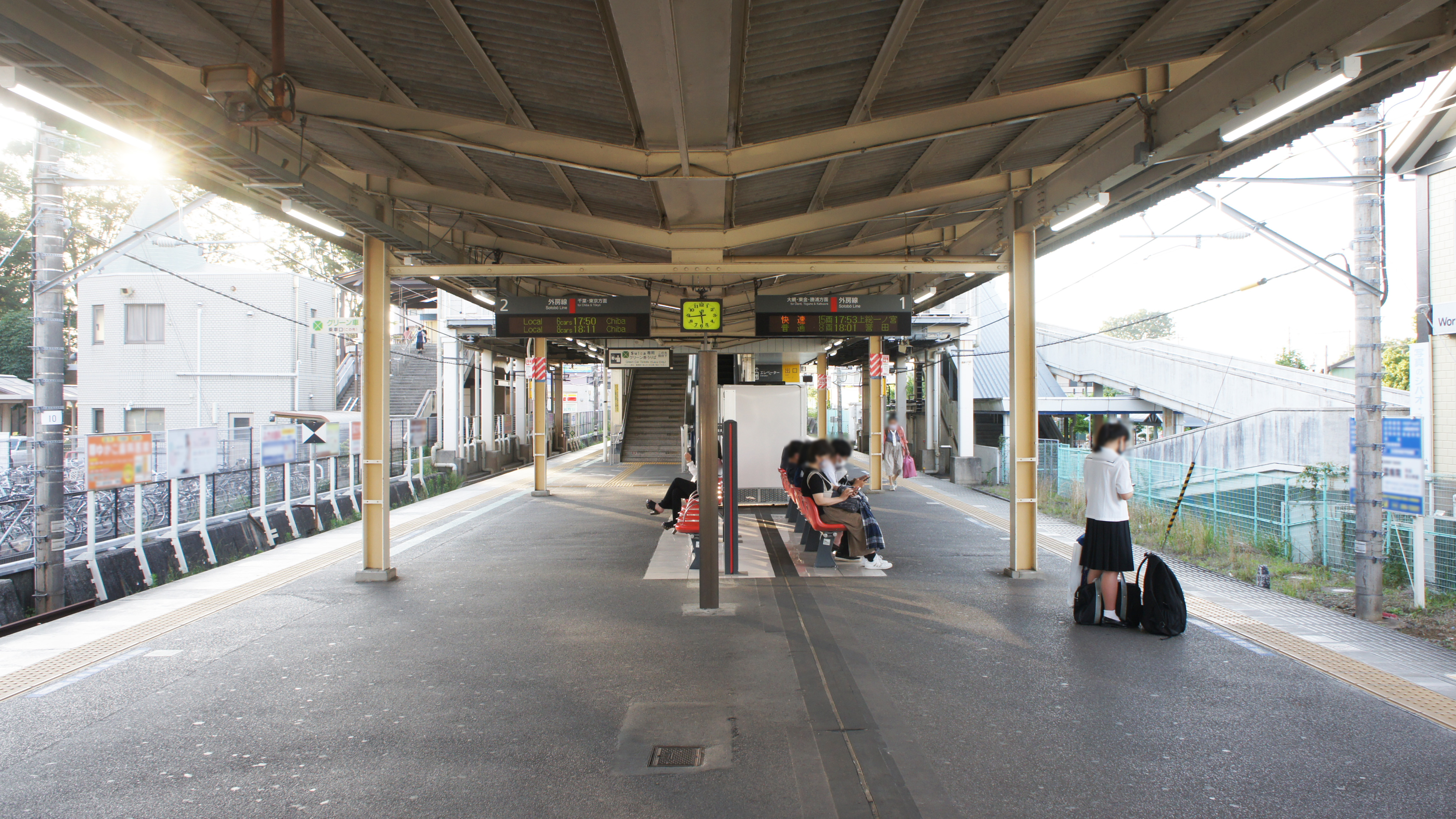
月台（2021年5月）
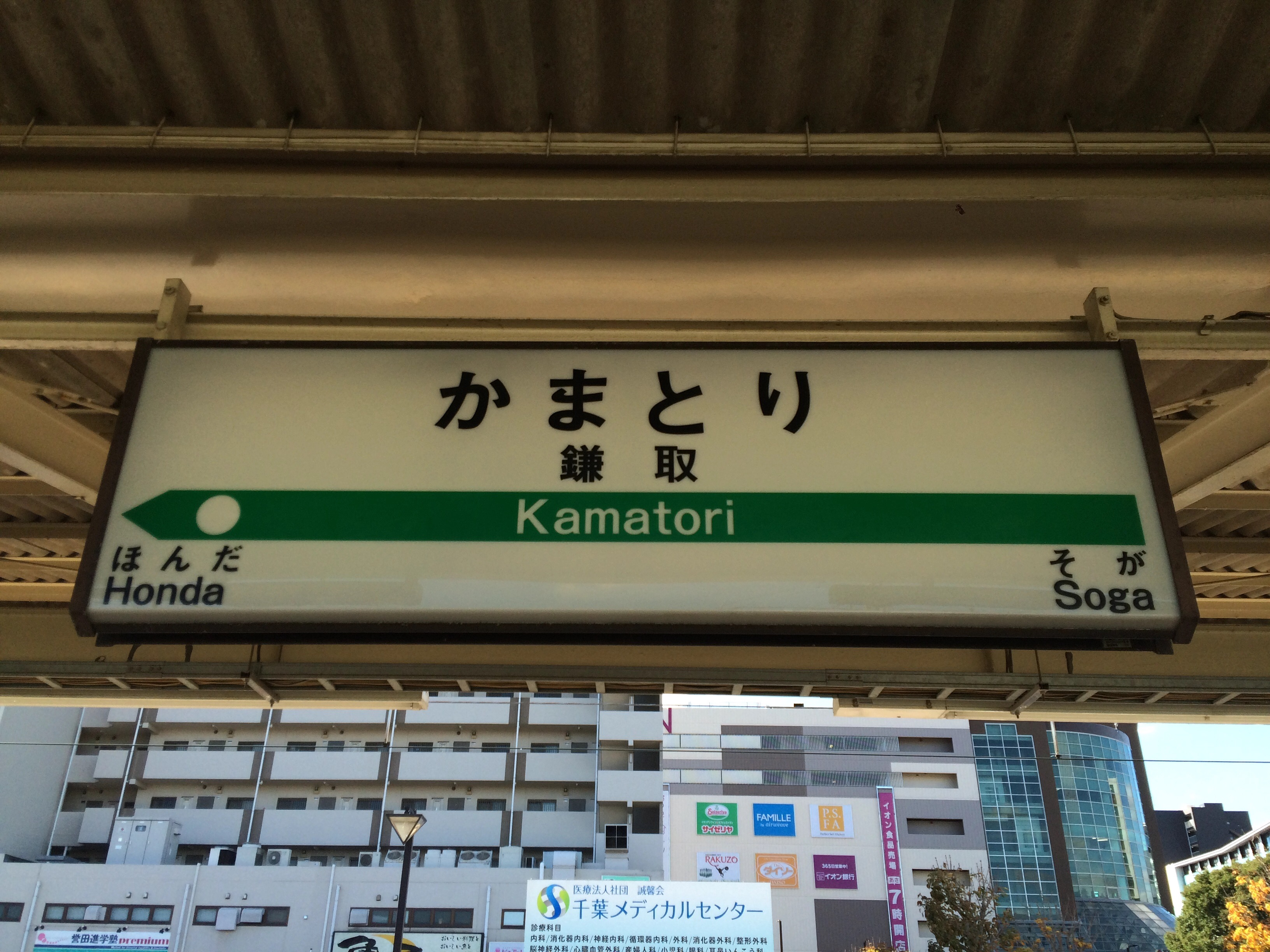
站名牌（2015年11月）

## 使用狀況

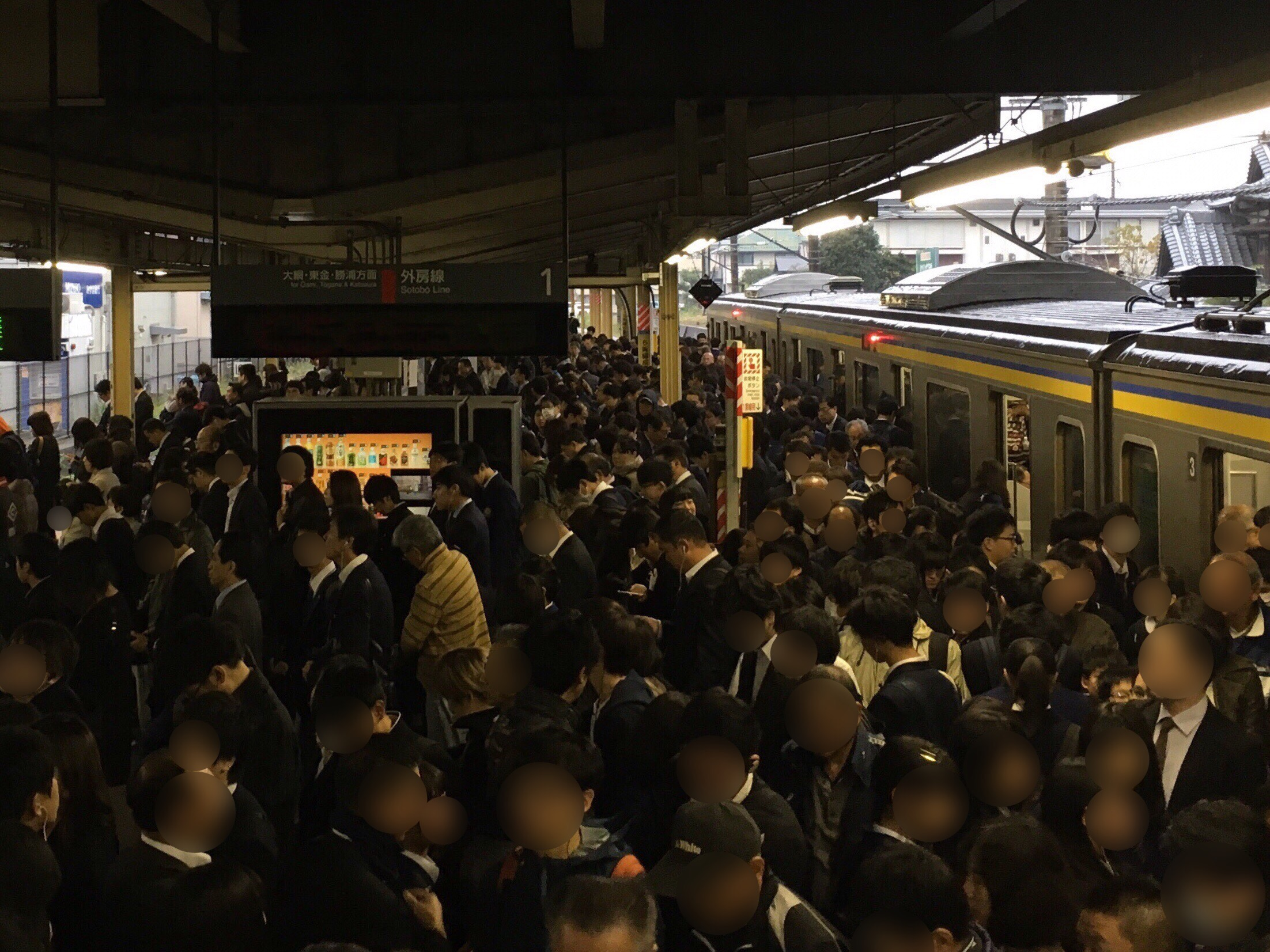
通勤繁忙時間時候的月台（2017年10月19日）

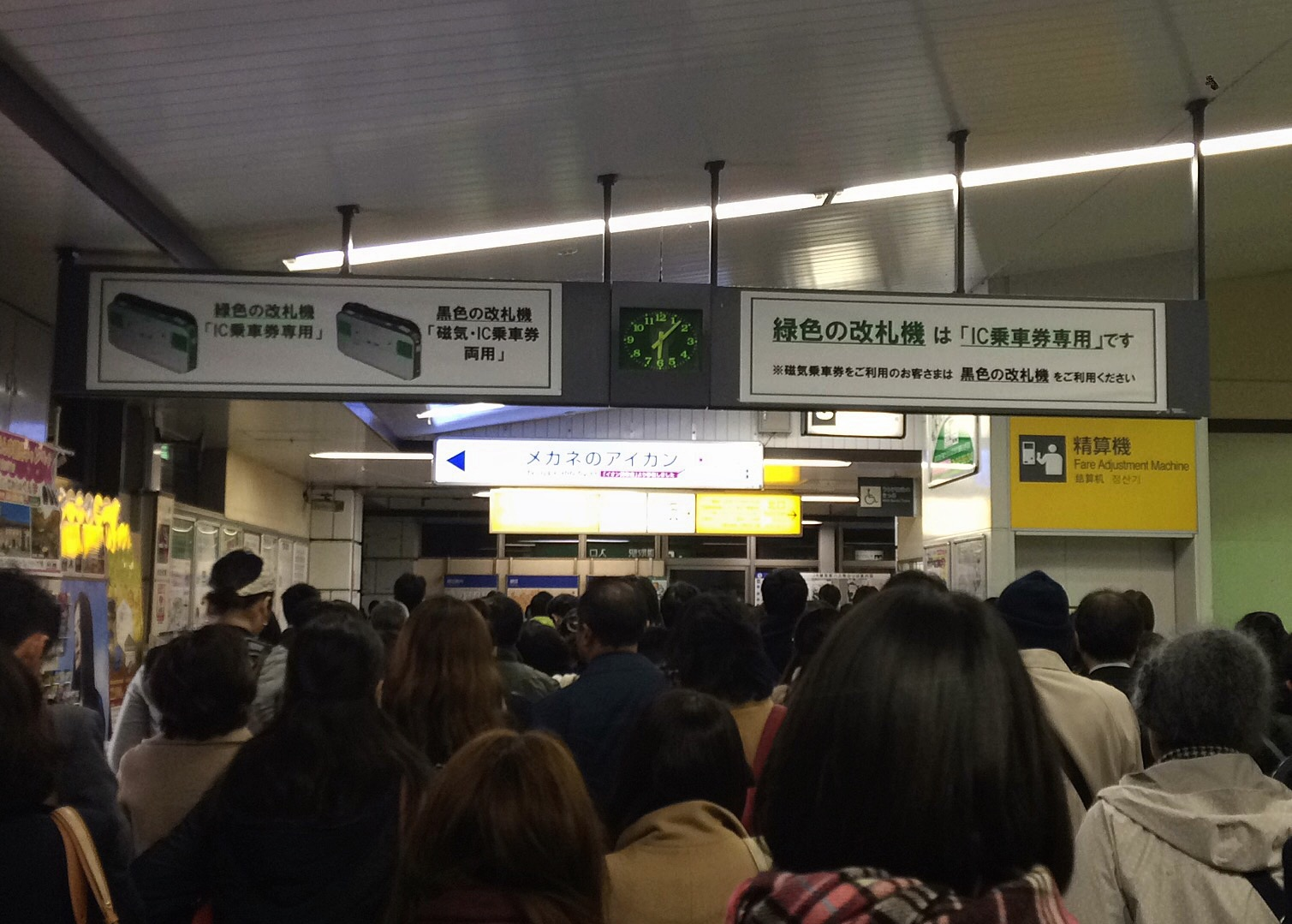
歸家繁忙時間時候的閘口附近（2015年11月26日）

在2019年（令和元年）度1日平均乘車人次為20,693人，以下為乘車人次變化列表。在外房線內，此站繼千葉站、蘇我站，為第三多人使用的車站。另外，此站附近在新城開發前，即50年前（1969年）比較，此站使用人次增加約2,493%。
| 乘車人次變化       | 乘車人次變化     | 乘車人次變化 |
| 年度               | 1日平均 乘車人次 | 參考資料     |
| ------------------ | ---------------- | ------------ |
| 1965年（昭和40年） | 858              | [ * 1 ]      |
| 1966年（昭和41年） | 899              | [ * 2 ]      |
| 1967年（昭和42年） | 916              | [ * 3 ]      |
| 1968年（昭和43年） | 913              | [ * 4 ]      |
| 1969年（昭和44年） | 798              | [ * 5 ]      |
| 1970年（昭和45年） | 859              | [ * 6 ]      |
| 1971年（昭和46年） | 939              | [ * 7 ]      |
| 1972年（昭和47年） | 1,011            | [ * 8 ]      |
| 1973年（昭和48年） | 1,036            | [ * 9 ]      |
| 1974年（昭和49年） | 1,303            | [ * 10 ]     |
| 1975年（昭和50年） | 1,365            | [ * 11 ]     |
| 1976年（昭和51年） | 1,454            | [ * 12 ]     |
| 1977年（昭和52年） | 1,468            | [ * 13 ]     |
| 1979年（昭和54年） | 1,413            | [ * 14 ]     |
| 1980年（昭和55年） | 1,459            | [ * 15 ]     |
| 1981年（昭和56年） | 1,444            | [ * 16 ]     |
| 1982年（昭和57年） | 1,419            | [ * 17 ]     |
| 1983年（昭和58年） | 1,433            | [ * 18 ]     |
| 1984年（昭和59年） | 1,602            | [ * 19 ]     |
| 1985年（昭和60年） | 1,833            | [ * 20 ]     |
| 1986年（昭和61年） | 2,167            | [ * 21 ]     |
| 1987年（昭和62年） | 2,399            | [ * 22 ]     |
| 1988年（昭和63年） | 3,051            | [ * 23 ]     |
| 1989年（平成元年） | 3,879            | [ * 24 ]     |
| 1990年（平成02年） | 4,965            | [ * 25 ]     |
| 1991年（平成03年） | 6,333            | [ * 26 ]     |
| 1992年（平成04年） | 7,705            | [ * 27 ]     |
| 1993年（平成05年） | 8,898            | [ * 28 ]     |
| 1994年（平成06年） | 10,730           | [ * 29 ]     |
| 1995年（平成07年） | 11,149           | [ * 30 ]     |
| 1996年（平成08年） | 12,018           | [ * 31 ]     |
| 1997年（平成09年） | 12,500           | [ * 32 ]     |
| 1998年（平成10年） | 13,279           | [ * 33 ]     |
| 1999年（平成11年） | 13,939           | [ * 34 ]     |
| 2000年（平成12年） | 14,543           | [ * 35 ]     |
| 2001年（平成13年） | 15,180           | [ * 36 ]     |
| 2002年（平成14年） | 15,703           | [ * 37 ]     |
| 2003年（平成15年） | 16,086           | [ * 38 ]     |
| 2004年（平成16年） | 16,530           | [ * 39 ]     |
| 2005年（平成17年） | 17,082           | [ * 40 ]     |
| 2006年（平成18年） | 17,684           | [ * 41 ]     |
| 2007年（平成19年） | 18,162           | [ * 42 ]     |
| 2008年（平成20年） | 18,507           | [ * 43 ]     |
| 2009年（平成21年） | 18,634           | [ * 44 ]     |
| 2010年（平成22年） | 18,778           | [ * 45 ]     |
| 2011年（平成23年） | 19,016           | [ * 46 ]     |
| 2012年（平成24年） | 19,291           | [ * 47 ]     |
| 2013年（平成25年） | 19,841           | [ * 48 ]     |
| 2014年（平成26年） | 19,653           | [ * 49 ]     |
| 2015年（平成27年） | 20,138           | [ * 50 ]     |
| 2016年（平成28年） | 20,374           | [ * 51 ]     |
| 2017年（平成29年） | 20,548           | [ * 52 ]     |
| 2018年（平成30年） | 20,757           | [ * 53 ]     |
| 2019年（令和元年） | 20,693           |              |

## 車站周邊

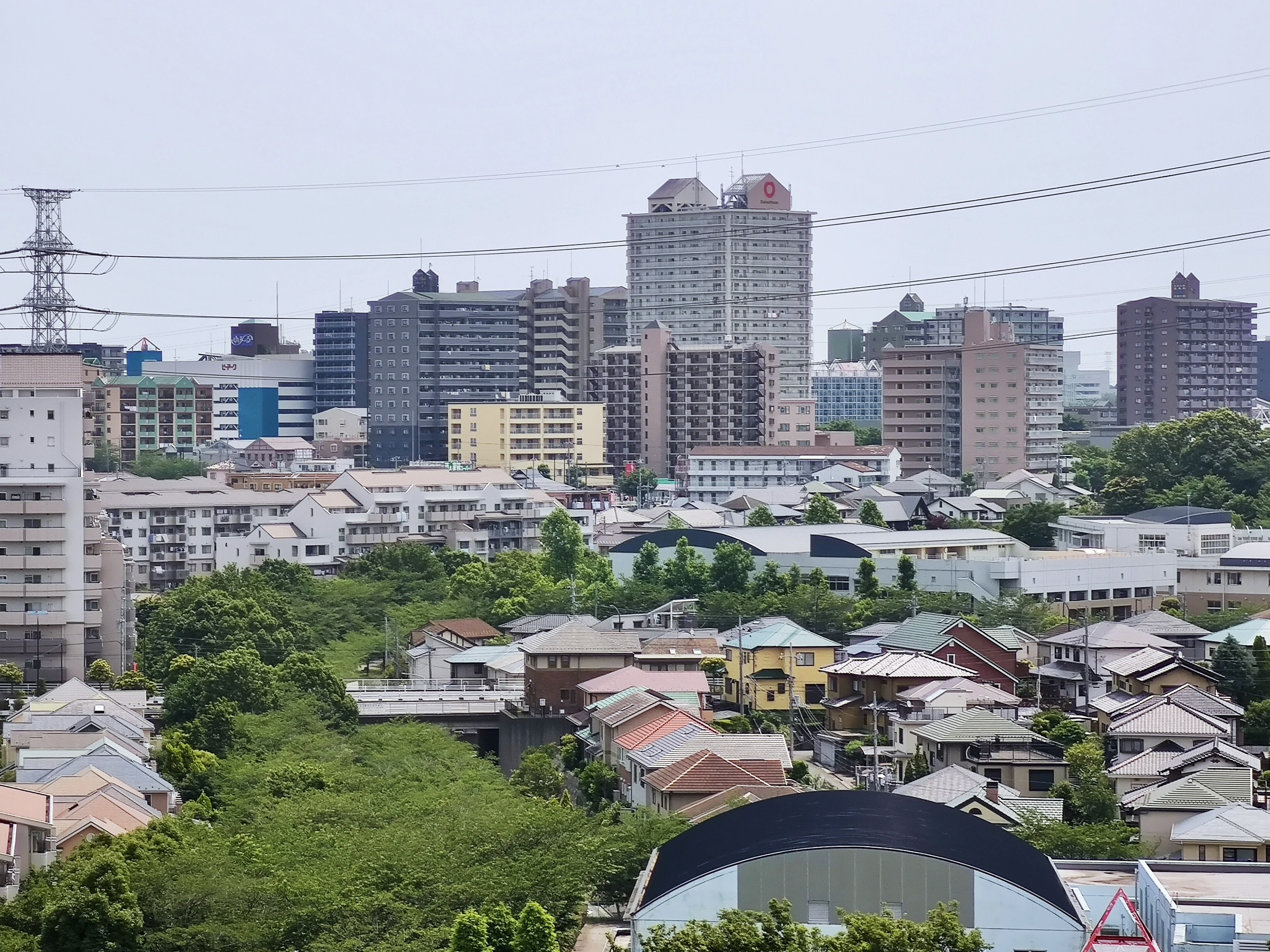
鎌取站周邊

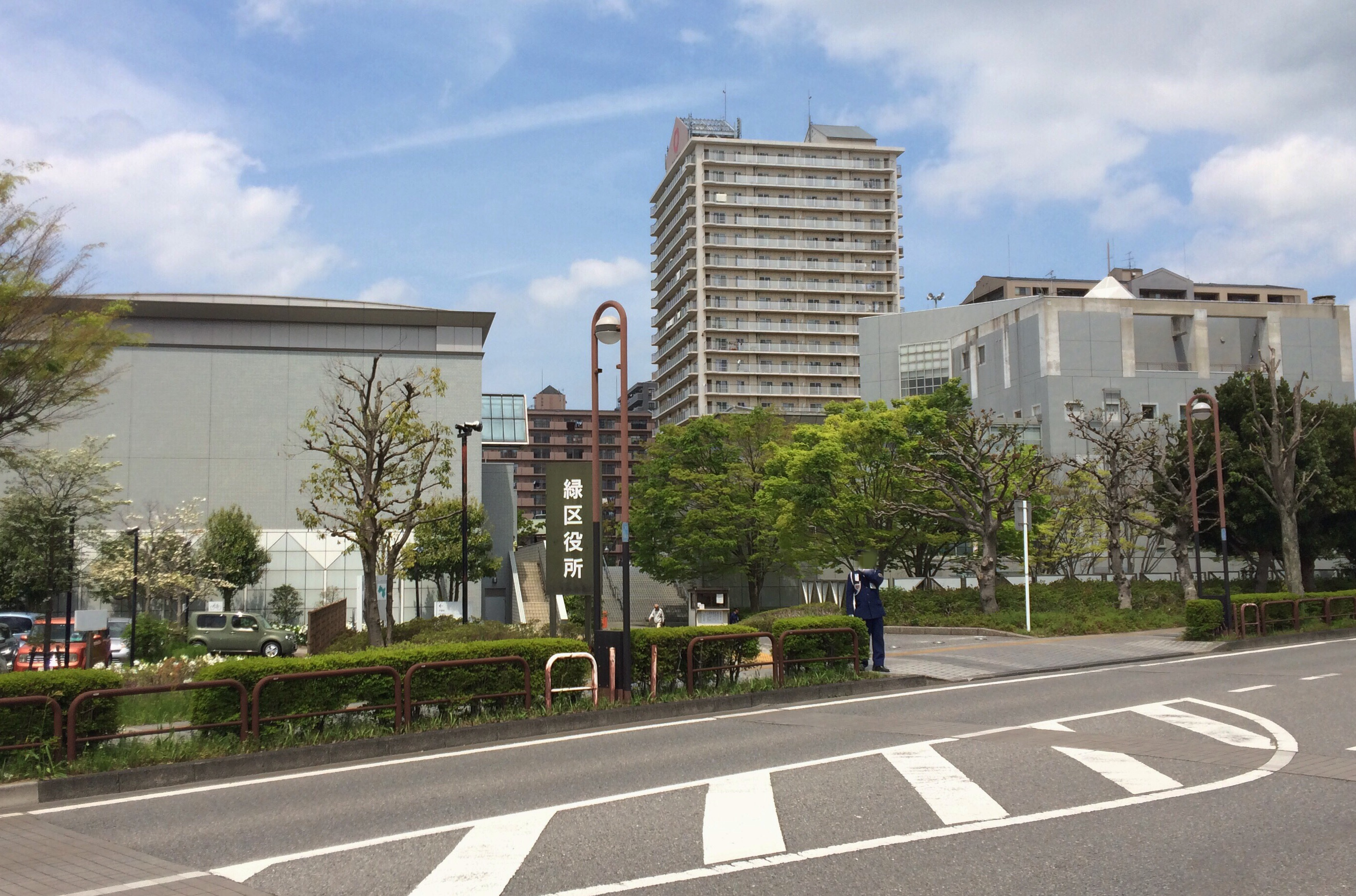
右邊為千葉市綠區公所，左邊是鎌取社區中心

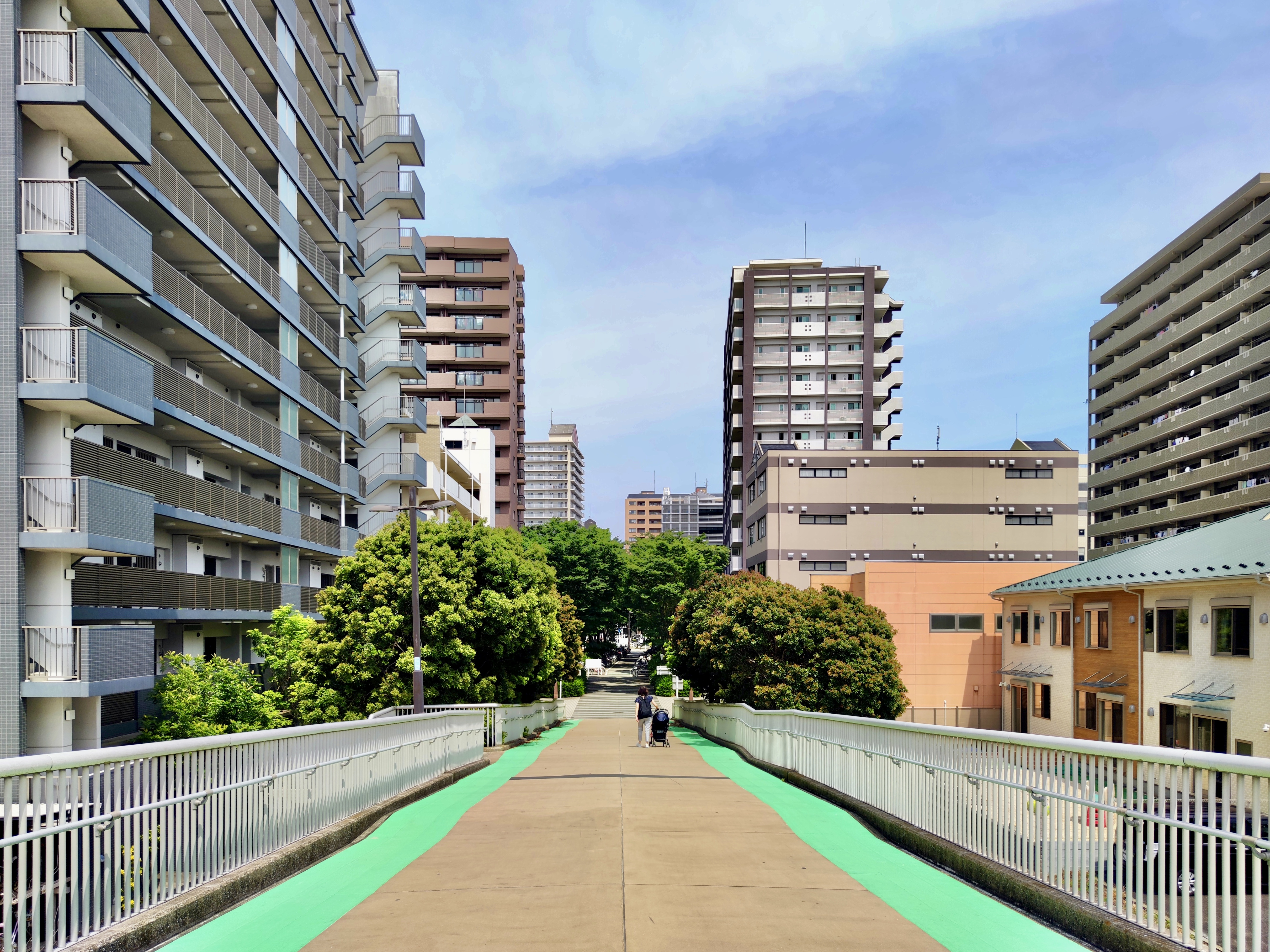
生實野公寓街

車站南邊設有由都市再生機構前身日本住宅公團時代開發的新城「生實野模範街區」。車站北邊鄰近坎特里俱樂部袖浦路線。
- 千葉縣道20號千葉大網線（日语：千葉県道20号千葉大網線）（大網街道）
- 千葉市綠區公所
- 千葉市鎌取社區中心
  - 千葉市綠圖書館（日语：千葉市図書館）
- 千葉南警署（日语：千葉南警察署）
- 鎌取站前派出所
- 綠消防署
- 千葉綠郵局（日语：千葉緑郵便局）
- 千葉泉谷郵局
- 千葉小谷郵局
- YUMIRU鎌取購物中心（日语：ゆみーる鎌取ショッピングセンター）
  - AEON Style 鎌取（車站南出口的行人天橋連接）
- 國立醫院機構下總精神醫療中心（日语：国立病院機構下総精神医療センター）
- 千葉縣兒童醫院（日语：千葉県こども病院）
- 千葉県千葉康復中心（日语：千葉県千葉リハビリテーションセンター）
- 千葉縣立千葉聾學校（日语：千葉県立千葉聾学校）
- 千葉縣立袖浦特別支援學校（日语：千葉県立袖ケ浦特別支援学校）
- 千葉市立泉谷中學
- 千葉市立有吉中學（日语：千葉市立有吉中学校）
- 袖浦坎特里俱樂部

## 巴士路線
車站南出口設有巴士專用迴旋路和一般車輛迴旋路。

### 北出口
千葉中央巴士、東京機場交通（羽田機場線）設有巴士路線駛入。
| 乘車處 | 途經                                       | 目的地                   | 巴士公司                   |
| ------ | ------------------------------------------ | ------------------------ | -------------------------- |
| 1號    | 大宮市民之森、大宮團地、坂月小學、小倉台站 | 都賀站                   | 千葉中央巴士               |
| 1號    | 大宮市民之森                               | 大宮團地                 | 千葉中央巴士               |
| 1號    | 平山小學                                   | 千葉市營齋場             | 千葉中央巴士               |
| 1號    | 千葉南高校、JCHO千葉醫院、大森台站         | 蘇我站東出口             | 千葉中央巴士               |
| 1號    | 星久喜台、和諧廣場、縣廳前                 | JR千葉站                 | 千葉中央巴士               |
| 1號    | 水砂、聖地靈園、平和公園正門前             | 熊野神社                 | 千葉中央巴士               |
| 1號    | 水砂、聖地靈園                             | 熊野神社、高根町整形外科 | 千葉中央巴士               |
| 1號    | 千葉營業所                                 |                          | 千葉中央巴士               |
| 1號    | （空港聯絡巴士）                           | 羽田機場                 | 千葉中央巴士、東京機場交通 |
| 2號    | 野田十文字、譽田小學                       | 譽田站                   | 千葉中央巴士               |
| 2號    | 下總精神醫療中心、兒童醫院                 | 千葉康復中心             | 千葉中央巴士               |
| 2號    | 譽田站、平川入口、土氣站、昭和之森         | 大網站                   | 千葉中央巴士               |
| 2號    | 譽田站、平川入口                           | 越智花水木台             | 千葉中央巴士               |
| 3號    | （高速巴士）                               | Busta新宿（新宿站）      | 千葉中央巴士               |
| 3號    | （夜行高速巴士）                           | 京都站八條出口           | 千葉中央巴士               |
| 3號    | （臨時）                                   | 平和公園                 | 千葉中央巴士               |

※前往成田機場的巴士路線在2014年3月31日暫停服務。

### 南出口
千葉中央巴士、小湊鐵道和平和交通設有巴士路線駛入。
| 乘車處   | 途經                                             | 目的地          | 巴士公司               |
| -------- | ------------------------------------------------ | --------------- | ---------------------- |
| 1號      | 千原台東四丁目、文月公園、千原台中央             | 千原台站        | 小湊鐵道、千葉中央巴士 |
| 1號      | 千原台東八丁目、霜月公園、神無月公園             | 帕克城          | 小湊鐵道、千葉中央巴士 |
| 1號      | 泉谷公園、秋之道公園、農業中心入口               | 生實野中央醫院  | 小湊鐵道、千葉中央巴士 |
| 1號      | 泉谷公園、忍登公園                               | 生實野站        | 小湊鐵道、千葉中央巴士 |
| 2號      | 北生實、千葉工業高校前、蘇我站東入口、末廣町中央 | JR千葉站        | 小湊鐵道               |
| 2號      | 星久喜台、和諧廣場、縣廳前                       | JR千葉站        | 小湊鐵道、千葉中央巴士 |
| 2號      | 學園前站入口、北生實、千葉工業高校前             | 蘇我站東出口    | 小湊鐵道               |
| 3號      | 扇田小學入口、生實野駅                           | AEON Town生實野 | 小湊鐵道               |
| 3號      | AEON Town生實野、椎名小學、濱野站東出口          | 濱野            | 小湊鐵道               |
| 4號      | 生實野第一團地、譽田一丁目東、生實野第二團地     | 大膳野町        | 千葉中央中心           |
| 沒有編號 | （深夜急行巴士）                                 | 山田交流道入口  | 平和交通               |

## 相鄰車站
東日本旅客鐵道（JR東日本）
■外房線
■通勤快速、■快速（途經京葉線）、■快速（途經總武線）、■普通（各站停車）
蘇我－鎌取－譽田

## 注腳

### 使用狀況
1. ↑  千葉縣統計年鑑 （页面存档备份，存于）（日語） - 千葉縣
2. ↑  千葉市統計書 （页面存档备份，存于） - 千葉市

JR東日本2000年度以後的乘車人次
1. ↑  各駅の乗車人員（2000年度） （页面存档备份，存于）（日語） - JR東日本
2. ↑  各駅の乗車人員（2001年度） （页面存档备份，存于）（日語） - JR東日本
3. ↑  各駅の乗車人員（2002年度） （页面存档备份，存于）（日語） - JR東日本
4. ↑  各駅の乗車人員（2003年度） （页面存档备份，存于）（日語） - JR東日本
5. ↑  各駅の乗車人員（2004年度） （页面存档备份，存于）（日語） - JR東日本
6. ↑  各駅の乗車人員（2005年度） （页面存档备份，存于）（日語） - JR東日本
7. ↑  各駅の乗車人員（2006年度） （页面存档备份，存于）（日語） - JR東日本
8. ↑  各駅の乗車人員（2007年度） （页面存档备份，存于）（日語） - JR東日本
9. ↑  各駅の乗車人員（2008年度） （页面存档备份，存于）（日語） - JR東日本
10. ↑  各駅の乗車人員（2009年度） （页面存档备份，存于）（日語） - JR東日本
11. ↑  各駅の乗車人員（2010年度） （页面存档备份，存于）（日語） - JR東日本
12. ↑  各駅の乗車人員（2011年度） （页面存档备份，存于）（日語） - JR東日本
13. ↑  各駅の乗車人員（2012年度） （页面存档备份，存于）（日語） - JR東日本
14. ↑  各駅の乗車人員（2013年度） （页面存档备份，存于）（日語） - JR東日本
15. ↑  各駅の乗車人員（2014年度） （页面存档备份，存于）（日語） - JR東日本
16. ↑  各駅の乗車人員（2015年度） （页面存档备份，存于）（日語） - JR東日本
17. ↑  各駅の乗車人員（2016年度） （页面存档备份，存于）（日語） - JR東日本
18. ↑  各駅の乗車人員（2017年度） （页面存档备份，存于）（日語） - JR東日本
19. ↑  各駅の乗車人員（2018年度） （页面存档备份，存于）（日語） - JR東日本
20. ↑  各駅の乗車人員（2019年度） （页面存档备份，存于）（日語） - JR東日本

千葉縣統計年鑑
1. ↑  千葉縣統計年鑑（昭和41年） （页面存档备份，存于）（日語）
2. ↑  千葉縣統計年鑑（昭和42年） （页面存档备份，存于）（日語）
3. ↑  千葉縣統計年鑑（昭和43年） （页面存档备份，存于）（日語）
4. ↑  千葉縣統計年鑑（昭和44年） （页面存档备份，存于）（日語）
5. ↑  千葉縣統計年鑑（昭和45年） （页面存档备份，存于）（日語）
6. ↑  千葉縣統計年鑑（昭和46年） （页面存档备份，存于）（日語）
7. ↑  千葉縣統計年鑑（昭和47年） （页面存档备份，存于）（日語）
8. ↑  千葉縣統計年鑑（昭和48年） （页面存档备份，存于）（日語）
9. ↑  千葉縣統計年鑑（昭和49年） （页面存档备份，存于）（日語）
10. ↑  千葉縣統計年鑑（昭和50年） （页面存档备份，存于）（日語）
11. ↑  千葉縣統計年鑑（昭和51年） （页面存档备份，存于）（日語）
12. ↑  千葉縣統計年鑑（昭和52年） （页面存档备份，存于）（日語）
13. ↑  千葉縣統計年鑑（昭和53年） （页面存档备份，存于）（日語）
14. ↑  千葉縣統計年鑑（昭和55年） （页面存档备份，存于）（日語）
15. ↑  千葉縣統計年鑑（昭和56年） （页面存档备份，存于）（日語）
16. ↑  千葉縣統計年鑑（昭和57年） （页面存档备份，存于）（日語）
17. ↑  千葉縣統計年鑑（昭和58年） （页面存档备份，存于）（日語）
18. ↑  千葉縣統計年鑑（昭和59年） （页面存档备份，存于）（日語）
19. ↑  千葉縣統計年鑑（昭和60年） （页面存档备份，存于）（日語）
20. ↑  千葉縣統計年鑑（昭和61年） （页面存档备份，存于）（日語）
21. ↑  千葉縣統計年鑑（昭和62年） （页面存档备份，存于）（日語）
22. ↑  千葉縣統計年鑑（昭和63年） （页面存档备份，存于）（日語）
23. ↑  千葉縣統計年鑑（平成元年） （页面存档备份，存于）（日語）
24. ↑  千葉縣統計年鑑（平成2年） （页面存档备份，存于）（日語）
25. ↑  千葉縣統計年鑑（平成3年） （页面存档备份，存于）（日語）
26. ↑  千葉縣統計年鑑（平成4年） （页面存档备份，存于）（日語）
27. ↑  千葉縣統計年鑑（平成5年） （页面存档备份，存于）（日語）
28. ↑  千葉縣統計年鑑（平成6年） （页面存档备份，存于）（日語）
29. ↑  千葉縣統計年鑑（平成7年） （页面存档备份，存于）（日語）
30. ↑  千葉縣統計年鑑（平成8年） （页面存档备份，存于）（日語）
31. ↑  千葉縣統計年鑑（平成9年） （页面存档备份，存于）（日語）
32. ↑  千葉縣統計年鑑（平成10年） （页面存档备份，存于）（日語）
33. ↑  千葉縣統計年鑑（平成11年） （页面存档备份，存于）（日語）
34. ↑  千葉縣統計年鑑（平成12年） （页面存档备份，存于）（日語）
35. ↑  千葉縣統計年鑑（平成13年） （页面存档备份，存于）（日語）
36. ↑  千葉縣統計年鑑（平成14年） （页面存档备份，存于）（日語）
37. ↑  千葉縣統計年鑑（平成15年） （页面存档备份，存于）（日語）
38. ↑  千葉縣統計年鑑（平成16年） （页面存档备份，存于）（日語）
39. ↑  千葉縣統計年鑑（平成17年） （页面存档备份，存于）（日語）
40. ↑  千葉縣統計年鑑（平成18年） （页面存档备份，存于）（日語）
41. ↑  千葉縣統計年鑑（平成19年） （页面存档备份，存于）（日語）
42. ↑  千葉縣統計年鑑（平成20年） （页面存档备份，存于）（日語）
43. ↑  千葉縣統計年鑑（平成21年） （页面存档备份，存于）（日語）
44. ↑  千葉縣統計年鑑（平成22年） （页面存档备份，存于）（日語）
45. ↑  千葉縣統計年鑑（平成23年） （页面存档备份，存于）（日語）
46. ↑  千葉縣統計年鑑（平成24年） （页面存档备份，存于）（日語）
47. ↑  千葉縣統計年鑑（平成25年） （页面存档备份，存于）（日語）
48. ↑  千葉縣統計年鑑（平成26年） （页面存档备份，存于）（日語）
49. ↑  千葉縣統計年鑑（平成27年） （页面存档备份，存于）（日語）
50. ↑  千葉縣統計年鑑（平成28年） （页面存档备份，存于）（日語）
51. ↑  千葉縣統計年鑑（平成29年） （页面存档备份，存于）（日語）
52. ↑  千葉縣統計年鑑（平成30年） （页面存档备份，存于）（日語）
53. ↑  千葉縣統計年鑑（令和元年） （页面存档备份，存于）（日語）

## 外部連結
- 車站資訊（鎌取）：東日本旅客鐵道（日語）